# South Brunswick Township (New Jersey)
South Brunswick Township  to konglomeracja miejska w hrabstwie Middlesex w stanie New Jersey w USA. Konglomeracja według danych z 2000 roku liczyła około 38 tys. mieszkańców. Powierzchnia – 106,4 km², z czego 105,8 km² to powierzchnia lądowa, a 0,6 km² – wodna (rzeki, jeziora). South Brunswick Township to konglomerat mniejszych miast: Dayton o populacji około 6,2 tys., Kendall Park o populacji około 9 tys., Kingston o populacji 1,3 tys., Monmouth Junction o populacji 2,7 tys., Deans to miejscowość leżąca w granicach South Brunswick Township, jednak prawnie nie całkowicie zintegrowana z konglomeratem.